# Ambutrix
Ambutrix is een gemeente in het Franse departement Ain (regio Auvergne-Rhône-Alpes). De gemeente ligt in het kanton Ambérieu-en-Bugey. Ambutrix telde op 1 januari 2022 764 inwoners.

## Geografie
De oppervlakte van Ambutrix bedroeg op 1 januari 2022 5,22 vierkante kilometer; de bevolkingsdichtheid was toen 146,4 inwoners per km².
De onderstaande kaart toont de ligging van Ambutrix met de belangrijkste infrastructuur en aangrenzende gemeenten.

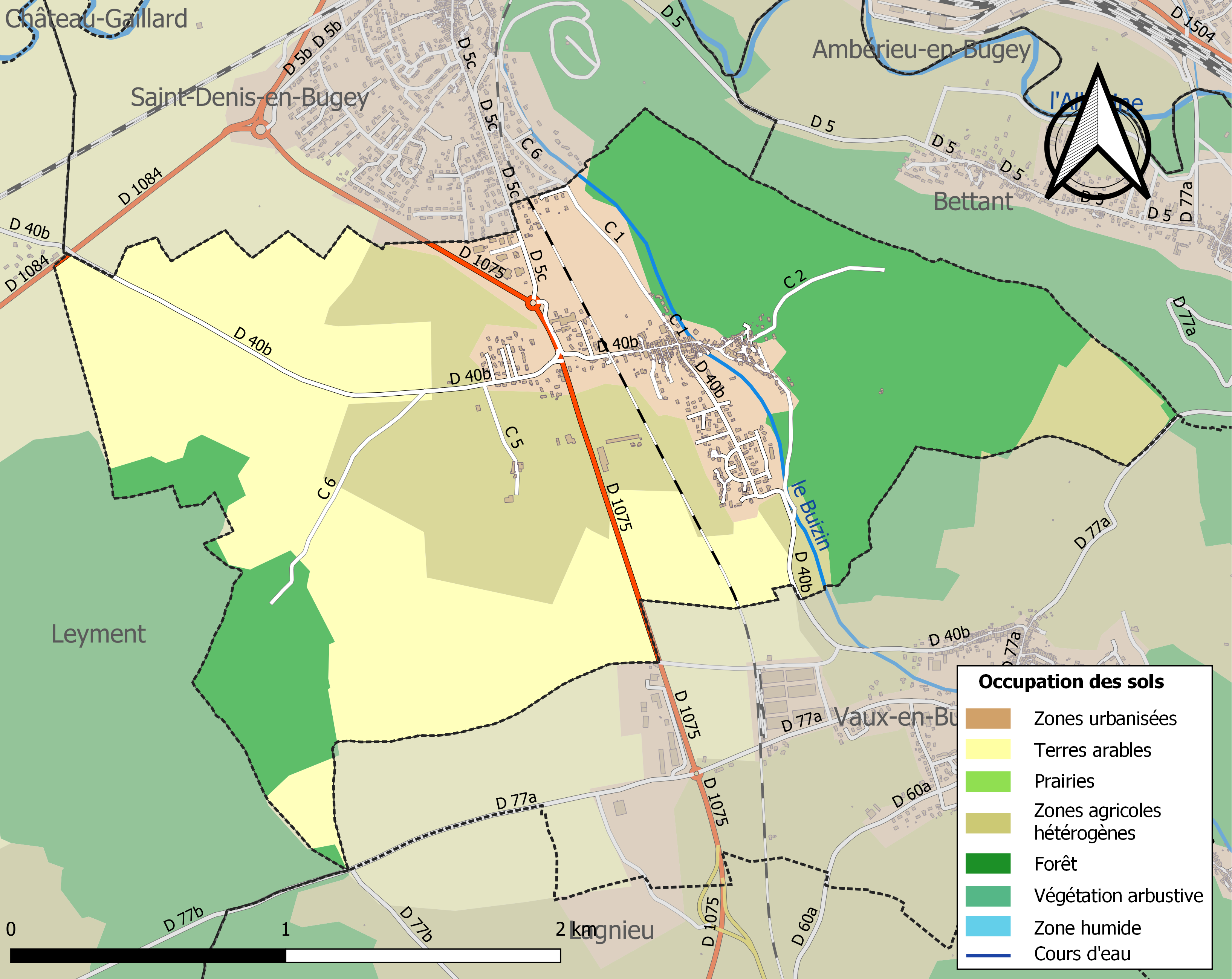

## Demografie
Onderstaande figuur toont het verloop van het inwoneraantal van Ambutrix vanaf 1968.
Vanwege een beveiligingsprobleem met de MediaWiki Graph-software is het momenteel niet mogelijk deze grafiek weer te geven. Zodra de software is bijgewerkt zal de grafiek vanzelf weer zichtbaar worden.
L'Abergement-de-Varey · Ambérieu-en-Bugey · Ambronay · Ambutrix · Arandas · Argis · Bettant · Château-Gaillard · Cleyzieu · Conand · Douvres · Nivollet-Montgriffon · Oncieu · Saint-Denis-en-Bugey · Saint-Maurice-de-Rémens · Saint-Rambert-en-Bugey · Torcieu · Vaux-en-Bugey